# Форфар
Фо́рфар (англ. Forfar, гэльск. Baile Fharfair, скотс Farfar) — город на востоке Шотландии. Административный центр округа Ангус. Бывшая столица графства Ангус.
Город расположен недалеко от главной дороги A90 между Пертом и Абердином, а Данди (ближайший город) находится в 13 милях (21 км) от него. Он расположен примерно в 5 милях (8 км) от замка Гламис, резиденции семьи Боуз-Лайон и родового поместья королевы Елизаветы, королевы-матери, где в 1930 году родилась покойная принцесса Маргарет, младшая сестра королевы Елизаветы II.
Форфар был основан во времена временной римской оккупации этой территории и впоследствии принадлежал пиктам и Шотландскому королевству. Во время Шотландских войн за независимость Форфар был оккупирован английскими войсками, а затем отвоёван шотландцами и подарен Роберту Брюсу. Форфар был как традиционным торговым городом, так и крупным центром производства льна и джута. Сегодня основными видами деятельности являются сельское хозяйство и туризм в живописной местности Стратмор. Местные долины посещают любители пеших прогулок, а в горах есть горнолыжные трассы. В городе находится несколько местных спортивных команд, в том числе футбольный клуб второй лиги «Форфар Атлетик».

## География
Город находится в центральной части округа Ангус, в 25 км к западу от побережья Северного моря и в 110 км к северу от Эдинбурга. Расположен в холмистой местности у подножья Северо--Шотландского нагорья.

## Местное самоуправление
Форфар — это приход, город и бывший королевский бург. Местом собраний бурга была Ратуша Форфара. Это административный центр графства Ангус, которое с XVIII века до 1928 года официально называлось Форфаршир. Город представлен в Совете Ангуса избирательным округом Форфар и округ, от которого избираются четыре члена совета. По состоянию на 2021 год членами парламента, избранными от этого округа, являются: Линн Дивайн (Шотландская национальная партия), Брейден Дэви (Шотландская консервативная и юнионистская партия), Колин Браун (независимый кандидат) и Иэн Макларен (независимый кандидат).

## Климат
Как и на большей части Британских островов, в Форфаре океанический климат (по классификации Кёппена: Cfb). Ближайшая к Форфару метеостанция находится примерно в 3 милях (5 км) к северу от Форфара, на высоте 91 м (299 футов) над уровнем моря.

## Города-побратимы
- Шабане (Франция, с 1992)[2]